# (3443) Leetsungdao
(3443) Leetsungdao es un asteroide perteneciente al grupo de los asteroides que cruzan la órbita de Marte descubierto el 26 de septiembre de 1979 por el equipo del Observatorio de la Montaña Púrpura desde el observatorio homónimo de Nankín, China.

## Designación y nombre
Leetsungdao se designó al principio como 1979 SB1.
Posteriormente, en 1996, fue nombrado en honor del físico teórico chino Tsung-Dao Lee.

## Características orbitales
Leetsungdao está situado a una distancia media del Sol de 2,395 ua, pudiendo acercarse hasta 1,663 ua y alejarse hasta 3,127 ua. Su excentricidad es 0,3058 y la inclinación orbital 12,7 grados. Emplea 1354 días en completar una órbita alrededor del Sol.

## Características físicas
La magnitud absoluta de Leetsungdao es 13,1 y el periodo de rotación de 3,44 horas. Está asignado al tipo espectral T de la clasificación SMASSII.